# Manoto
Маното (перс. من و تو) — міжнародний безкоштовний ефірний розважальний канал перською мовою, запущений у жовтні 2010 року. Належить телевізійній мережі Marjan, яку створили Кайван Аббассі та Мар'ян Аббассі. Він базується в Лондоні, і його програми включають документальні фільми, фільми, серіали, новини та репортажі.
Показники відвідувачів Маното важко визначити; однак, анекдотичні повідомлення про всюдисущу популярність каналу свідчать про те, що він швидко завоював свою частку на ринку, конкуруючи з більш усталеними супутниковими каналами, такими як BBC Persian та VOA Persian TV. Згідно з повідомленням BBC у 2008 році, ці канали можуть переглядати щонайменше 30 відсотків домогосподарств всередині Ірану. Іранське телебачення запропонувало Manoto TV фінансувати Пентагон.
Фінансування Маното здійснюється за рахунок венчурних капіталістів, згідно з доповіддю 2011 року про права людини та доступ до інформації в Ірані Центром зовнішньої політики, заснованим у Великій Британії, незалежним аналітичним центром. У звіті не названі фірми венчурного капіталу, що стоять за станцією. Однак багато іранських аналітиків вважають, що канал цілеспрямовано просуває скинуту монархію Ірану.